# Andy Carroll
Andrew Thomas "Andy" Carroll (Gateshead, 6 de gener del 1989) és un futbolista professional que juga com a davanter centre pel Girondins de Burdeus.